# Csák Kálmán
Csák Kálmán (Tenke, 1926. február 26. vagy február 23. – Nagyszalonta, 2018. március 18.) romániai magyar molnár, muzeológus, a tenkei természetrajzi múzeum megteremtője.

## Életrajza
A tenkei Csák Kálmán anyai ágon a Medra család leszármazottja. A családi hagyományt követve őt is molnárnak szánták. Elég hamar megismerkedett a mesterséggel, a malom és a molnárok életével. Alig lehetett három-négyéves, amikor a hőn szeretett nagyapa, az Arad megyei Bél (románul: Beliu) községben lévő malom tulajdonosa vasárnaponként vállára vette, és a Béli-hegység völgyeiben barangolva malomkőnek alkalmas szikladarabokat kerestek.
A család 1941-ben visszaköltözött Tenkére, ezért a fiú először a Fekete-Körös menti városka környékét „fedezte fel”, járta be. 

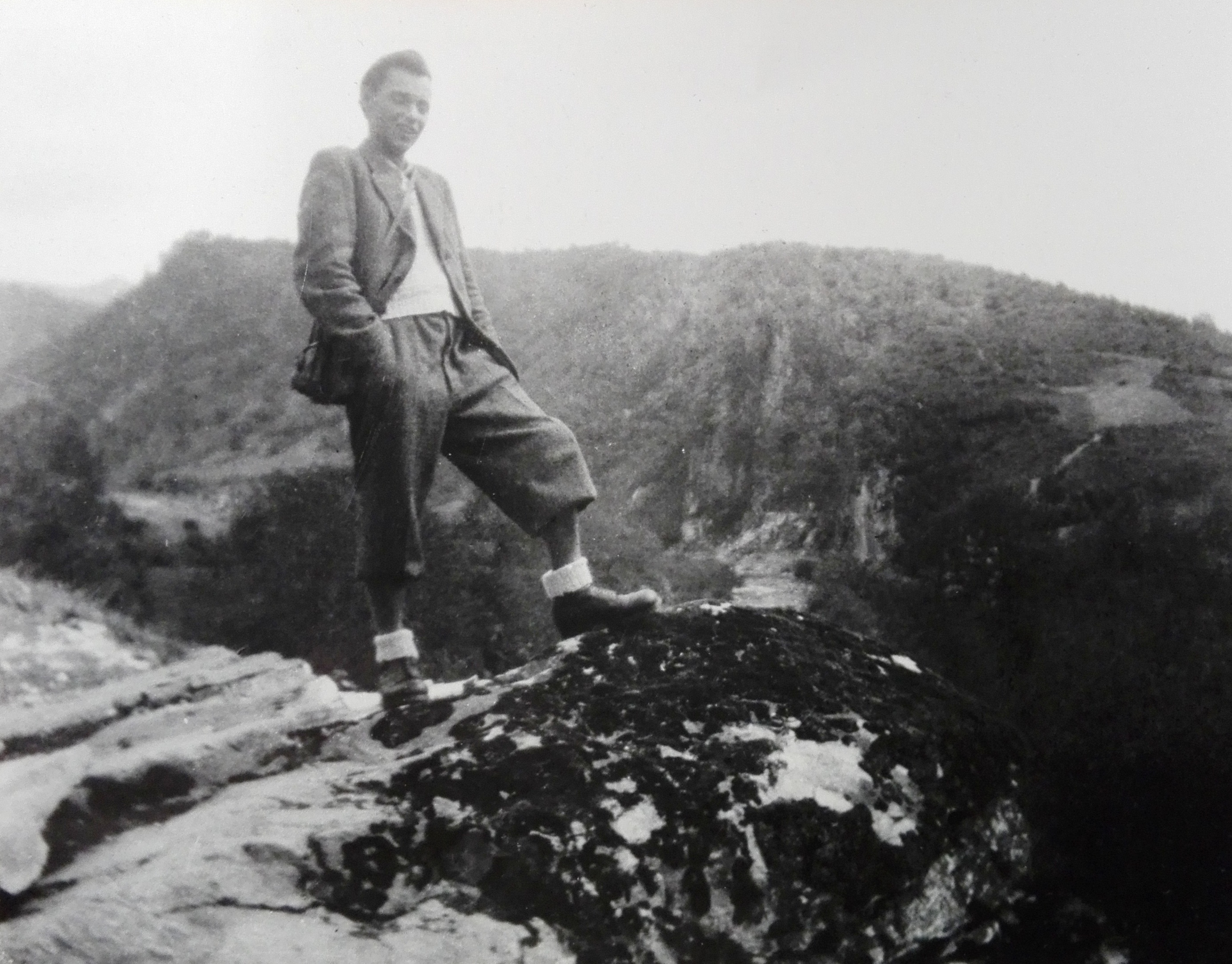

A molnárinas, majd -segéd csak a munka utáni pár órát vagy a szombat délutánnal kezdődő hétvégét szánhatta barangolásra. Később szívesen vállalt 16 órás műszakokat is, hogy a hétvégén egy nappal többet tudjon tölteni a természetben, mert ahogy a gyűjtésre kiszemelt vidék mind messzebbre esett Tenkétől, az éjszakát is ott kellett töltenie, egy nap alatt nem lehetett bejárni gyalog a hosszú utakat. „Nem voltam órához vagy járható úthoz kötve, amikor jónak láttam, toronyiránt nekivágtam a legrövidebb útnak!” – meséli. Vállán a hátizsákkal, amelyet legtöbbször kövekkel, kövületekkel megtömve cipelt haza, kezében kalapáccsal és bányászlámpával egyre gyakrabban fordult meg a Király-erdőben, ott is legtöbbször a Vida-patak völgyében. Nagyon sok barlangot járt be, rengeteg értékes kövületet gyűjtött össze.
A hazavitt köveket a ház zugaiban helyezte el, mivel nem volt erre alkalmas más helyiség.
Csák Kálmán 1952-ben rendezte meg az első önálló kiállítását. Akkor az ottani malomban dolgozott, és frissen végzett tanítónő feleségével a falusi kultúrház egyik kis helyiségében állította ki anyagát. Az alkalmat az októberi forradalom évfordulója adta, akkoriban meg kellett ünnepelni november 7-ét. Nagy érdeklődést váltott ki a régi padokra kirakott anyag, elsősorban az Ürmösi-patak ősmaradványokkal telített földtani szelvénye. Két hónapon keresztül minden vasárnap meg kellett nyitni a kiállítást.
A tenkei Néptanács akkori elnöke, a néhai Onucz János is elutazott Bélfenyérre, és megtekintette Csák Kálmán gyűjteményét. Nyomban megígérte, hogy odahaza Tenkén megfelelő helyről fog gondoskodik egy állandó kiállításnak. A gyűjtemény feldolgozott részét bárki megtekinthette vasárnaponként Tenke főutcájának egy addig üres üzlethelyiségében, a nagyváradi múzeum kimustrált tárlóiban. Ekkor már a rajoni, sőt a megyei vezetők is felfigyeltek Csák Kálmán munkásságára. Végül Galamb Lászlónak, a váradi múzeum régészének javaslatára, a megyei művelődési szervek előterjesztése alapján a Művelődési Minisztérium jóváhagyta a Csák-féle magángyűjteményre alapozott tenkei természetrajzi múzeum megnyitását. Ekkor 1956. május 15-ét írtak, ettől a dátumtól kezdve lett a tenkei molnárból hivatalosan is muzeológus, ettől a dátumtól kapott fizetést azért a munkáért, amelyet már több mint tíz éve végzett szeretettel, lelkesen, mondhatni szenvedéllyel.
Ezzel még nem oldódott meg minden. Továbbra is akadtak kiadások, amelyeket Csák Kálmán saját zsebéből fedezett. A református fiúiskola múlt századi épülete, amelyet a múzeum számára kijelöltek, csaknem romokban állt. A falak álltak ugyan, de mindenfelé hullott a vakolat, a tető beázott, a korhadt deszkalépcsők egyre-másra leszakadtak, a földes kapualj rendszeresen megtelt sárral. A vakolást, a meszelés, az asztalosmunkát mind magánerőből kellett elvégezni, de 1956 nyarán már több száz látogató fordult meg a múzeumban: idősek, fiatalok, tanulók, helybeli kíváncsiskodók, de fürdővendégek, turisták is.
A nyugdíjazásáig tartó 30 éves időszakot részben a gyűjtemények tervszerű kiegészítésére fordította (újra átfésülte azokat a területeket, ahonnan még anyagra volt szükség, és beépítette a hiányzó „láncszemeket”), másrészt pontosan meghatározta és kialakította a múzeum tárgykörét. A rendbe tett természetrajzi múzeum két részlegén az érdeklődők megismerkedhettek a Fekete-Körös völgyének földtanával és kövületeivel, valamint állatvilágával (láthattak itt gyűrűsférgektől a kígyászsasig mindent, többek között a néhai Kovács Attila által 1962-ben kifogott 25 kilós harcsát is, amely sokáig rekordnak számított).
Csák Kálmán számos múzeumot meglátogatott, sok tudományos dolgozatot és szakkönyvet lapozott fel, de a kiállítást saját elképzelései szerint rendezte. A Körös-völgyi állatokat diorámákban ismertette, vagyis természetes környezetüket utánzó háttérrel. 

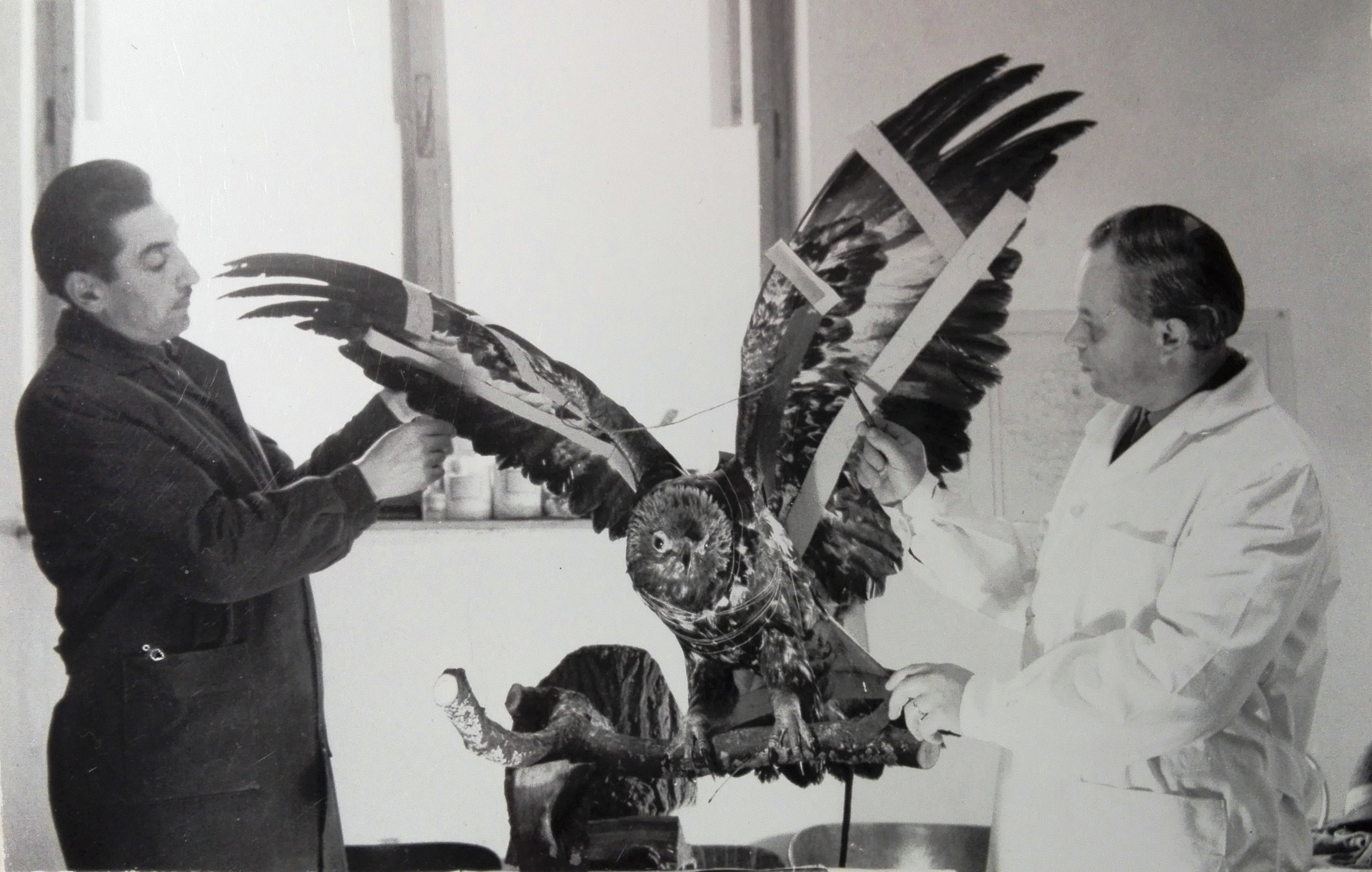
Preparálás közben - a kép jobb oldalán Csák Kálmán, míg balra Jakab Sándor

Így könnyebb megérteni az életkörülmények biztosításának fontosságát, a szennyeződés megakadályozásának szükségességét, lehetőségeit. Néhány megnevezés: Tavasz a Holt-Körös egyik ágán, A Fekete-Körös halai, Nyáron a Fekete-Körösön. A földtani részlegen látható egy-egy völgy kicsinyített, de centiméterre pontos szelvénye, keresztmetszete. Megkülönböztetett figyelmet érdemel a körösmarti (Râpa) Börző-domb szelvénye, amelyen jól láthatók a hiénák járatai, s mindaz, amit fészkükbe hurcoltak: egy 5,2 kilogrammos mamutfogat, csontszilánkokat és tojáshéjat talált ott a gyűjtő. Ilyen leletek alapján a paleontológusok (az őslénytan szakemberei) meg tudják állapítani egy bizonyos hely, néha egy egész vidék földtani, éghajlati fejlődését. Harminchétezer leltári tárgy (különösen földtani és őslénytani anyag) és még több mint ötvenezer lelet raktáron – ennyi a tenkei természetrajzi múzeum mai vagyona. Ennyi egy emberélet kitartó, odaadó, szenvedélyes munkájának eredménye.

## Munkái
A fáradságos gyűjtés, leletmeghatározás, anyagfeldolgozás és -kiállítás mellett Csák Kálmán több tíz tudományos dolgozatot írt. Ezeket szakmai találkozókon és szakfolyóiratokban mutatta be. Ma is büszke rá, hogy olyan szaktekintélyekkel írt közös dolgozatot, mint a bukaresti dr. Mircea Paucã őslénytankutató professzor, dr. Mihai Bãcescu, a múzeumok központi tanácsának volt elnöke, vagy dr. Hamar Márton egyetemi tanár, az állattan szakembere, a kisemlősök egyik legelismertebb kutatója Kelet- és Közép-Európában.
A fiatalokkal való foglalkozás külön fejezet volt Csák Kálmán életében. Nem sok pedagógiát tanult, mégis tudta, érezte, hogyan kell felkelteni a fiatalok érdeklődését valami hasznos ügy iránt, hogyan kell megszerettetni velük a természetet és megértetni védelmének fontosságát. Sosem találtam egyedül a múzeumban, mindig ott sürgött-forgott körülötte néhány fiatal. Nagyon gyakran láttam, amint kirándulásra indul a gyermekekkel: hétvégeken a nagyobbakkal a hegyekbe, a kisebbekkel csak a falu fölötti erdőkbe. Különösen a hatvanas évek diákjai voltak elmaradhatatlanok egy-egy hétvégi túráról, egy-egy barlang feltárásáról.
Csáknak Jakab Sándor múzeumi ügyelő volt a munkatársa. Tizennyolc év után azonban megszüntette az állását a megyei szakfelügyelőség, Belényesben létesített helyette egyet.
A múzeumok, főleg az olyan kicsik, mint a tenkei is, nem voltak alkalmasak grandiózus műsorok szervezésére, lassan mellőzni kezdték hát őket. Mint már említettem, Tenkén megszüntették az egyik állást, aztán mind kevesebb pénzt adtak fűtésre, postaköltségekre, végül semmit nem juttattak erre. Közben egyre sürgősebbé vált a 110 éves épület alapos tatarozása, azonban ezt senki sem támogatta. Csák Kálmán nem akart szemtanúja lenni a múzeumi tevékenység lassú elsorvasztásának, nyugdíjazását kérte. A felbecsülhetetlen értékekkel teli régi iskolaépület pedig egyre repedezett, kopott, nedvesedett, lassan a leletek sem voltak már biztonságban.
Hogy a tenkei múzeum mégsem lett az enyészeté, az annak köszönhető, hogy a rendszerváltás után a református egyház presbitériuma Berke Sándor lelkész javaslatára azt kérte a Helyi Tanácstól, patronálhassa az intézményt. Felvállalta az épület javítását és a kiállítás alkalmi nyitvatartását is. A Tanács tagjai gyorsan beleegyeztek ebbe, hiszen tudták, hogy ilyesmire manapság aligha kerül állami pénz. Az egy évig tartó, általános és alapos javítás közel 40 millió lejbe és rengeteg utánajárásba került, a Tenke 660 éves fennállásáról megemlékező ünnepségre fejeződött be. A megnyitón számos vendég vett részt, köztük a megyei múzeum, valamint a település vezetői. Mindenki segítséget ígért. A fogadkozások valóra váltására még nem volt alkalom…
A múzeum, Tenke egyik nevezetessége, megmenekült. Megfiatalodva, megszépülve újra várja a látogatókat. Nem fogyaszt húst, egyre több zöldségfélére van szüksége, ezért kertészkedik. Ezenkívül gyógynövényeket gyűjt és termeszt. Teakeveréket állít össze belőlük, és ingyen adja mindazoknak, akik hozzá fordulnak. Meghívásra kirándulásokon vesz részt, segít megismerni a fogyasztható gombákat, gyógynövényeket. Egyedül is mindjárt-mindjárt az erdőben köt ki: gombaféléket, gyökereket, gyógynövényeket, s legújabban kőzeteket gyűjt.
Csák Kálmán 2018. március 18-án hunyt el a nagyszalontai kórházban, március 21-én helyezték örök nyugalomra a tenkei római katolikus temetőben.